# Tara Westover
Tara Westover (Clifton, 30 settembre 1986) è una storica e scrittrice statunitense, il suo libro di memorie Educated (2018) ha debuttato al primo posto nella lista dei bestseller del New York Times ed è stato finalista per numerosi premi, incluso il LA Times Book Prize, lo Jean Stein Book Award del PEN America e due premi dal National Book Critics Circle Award. Il New York Times ha indicato Educated come uno dei 10 Migliori Libri del 2018. Westover è stata scelta dal settimanale Time come una delle 100 persone più influenti del  2019.

## Biografia
Tara Westover, nata nel settembre 1986 a Clifton, Idaho (popolazione 259),  era la più giovane di sette figli (cinque fratelli e una sorella) di una famiglia mormone.  I suoi genitori erano sospettosi di medici, ospedali, scuole pubbliche e governo federale. Westover è nata in casa, partorita da un'ostetrica e non è mai stata portata da un medico. Non è stata registrata per un certificato di nascita fino all'età di nove anni. Il padre ha resistito a ricevere cure mediche formali per qualsiasi membro della famiglia. Anche se gravemente feriti, i bambini venivano curati solo dalla madre, che aveva studiato erboristeria e altri metodi di guarigione alternativa.
Tutti i fratelli sono stati generalmente istruiti a casa dalla madre. Westover ha detto che un fratello maggiore le ha insegnato a leggere e lei ha studiato le Scritture della Chiesa di Gesù Cristo dei Santi degli Ultimi Giorni. Ma non ha mai frequentato una conferenza, scritto un saggio o sostenuto un esame. C'erano pochi libri di testo nella loro casa.
Da adolescente, Westover iniziò a voler entrare nel mondo più vasto e frequentare il college. Ha acquistato libri di testo e ha studiato in modo indipendente per ottenere un buon punteggio all'esame ACT. Ha ottenuto l'ammissione alla Brigham Young University e le è stata assegnata una borsa di studio, sebbene non avesse un diploma di scuola superiore. Dopo un primo anno difficile, in cui Westover ha lottato per adattarsi al mondo accademico e alla società in generale, ha avuto più successo e si è laureata con lode nel 2008.
Ha poi conseguito un Master presso l'Università di Cambridge al Trinity College come Gates Cambridge Scholar, ed è stata visiting fellow presso l'Università di Harvard nel 2010. È tornata al Trinity College di Cambridge, dove ha conseguito un dottorato in storia intellettuale  nel 2014. La sua tesi è intitolata: "The Family, Morality and Social Science in Anglo-American Cooperative Thought, 1813–1890".

## Opere
- L'educazione [Educated], collana Universale Economica Feltrinelli, traduzione di Silvia Rota Sperti, Milano, Feltrinelli, 2020  [2018], ISBN 978-88-07-89239-4.